# 16 juin 1987
Le mardi 16 juin 1987 est le 167e jour de l'année 1987.

## Naissances
- Abby Elliott, actrice américaine
- Aleksandrs Fertovs, footballeur international letton
- Arquimedes Caminero, joueur de baseball dominicain
- Aya Sameshima, joueuse de football japonaise
- Benjamin Lariche, pilote automobile français
- Chantelle Handy, joueuse de basket-ball britannique
- Chen Ling, archère chinoise
- Denys Oliynyk, joueur de football ukrainien
- Diana DeGarmo, chanteuse américaine
- Dmitri Kiritchenko, joueur russe de volley-ball
- Fabien Causeur, joueur de basket-ball français
- Gary Florimont, joueur de basket-ball français
- Kelly Blatz, acteur et chanteur américain
- Krasimir Anev, biathlète bulgare
- Lena Müller, rameuse allemande
- Lena Nitro, actrice pornographique allemande
- Marko Simić, footballeur serbe
- Maxime Landry, chanteur canadien
- Olga Kuzmina, actrice russe
- Per Ciljan Skjelbred, footballeur norvégien
- Ryan Holiday, écrivain et homme d'affaires américain
- Tobias Wendl, lugeur allemand

## Décès
- John Mikaelsson (né le 6 décembre 1913), athlète suédois spécialiste de la marche athlétique
- Kōji Tsuruta (né le 6 décembre 1924), acteur